# Phloeomyini
Phloeomyini – plemię ssaków z podrodziny myszy (Murinae) w obrębie rodziny myszowatych (Muridae).

## Zasięg występowania
Plemię obejmuje gatunki występujące endemicznie na Filipinach.

## Podział systematyczny
Do plemienia należą następujące rodzaje:
- Phloeomys Waterhouse, 1839 – sierściogon
- Crateromys O. Thomas, 1895 – obłocznik
- Batomys O. Thomas, 1895 – futrogon
- Carpomys O. Thomas, 1895 – luzonoszczur
- Musseromys Heaney, Balete, Rickart, Veluz & Jansa, 2009 – drzewomyszka